# رموز بهائية

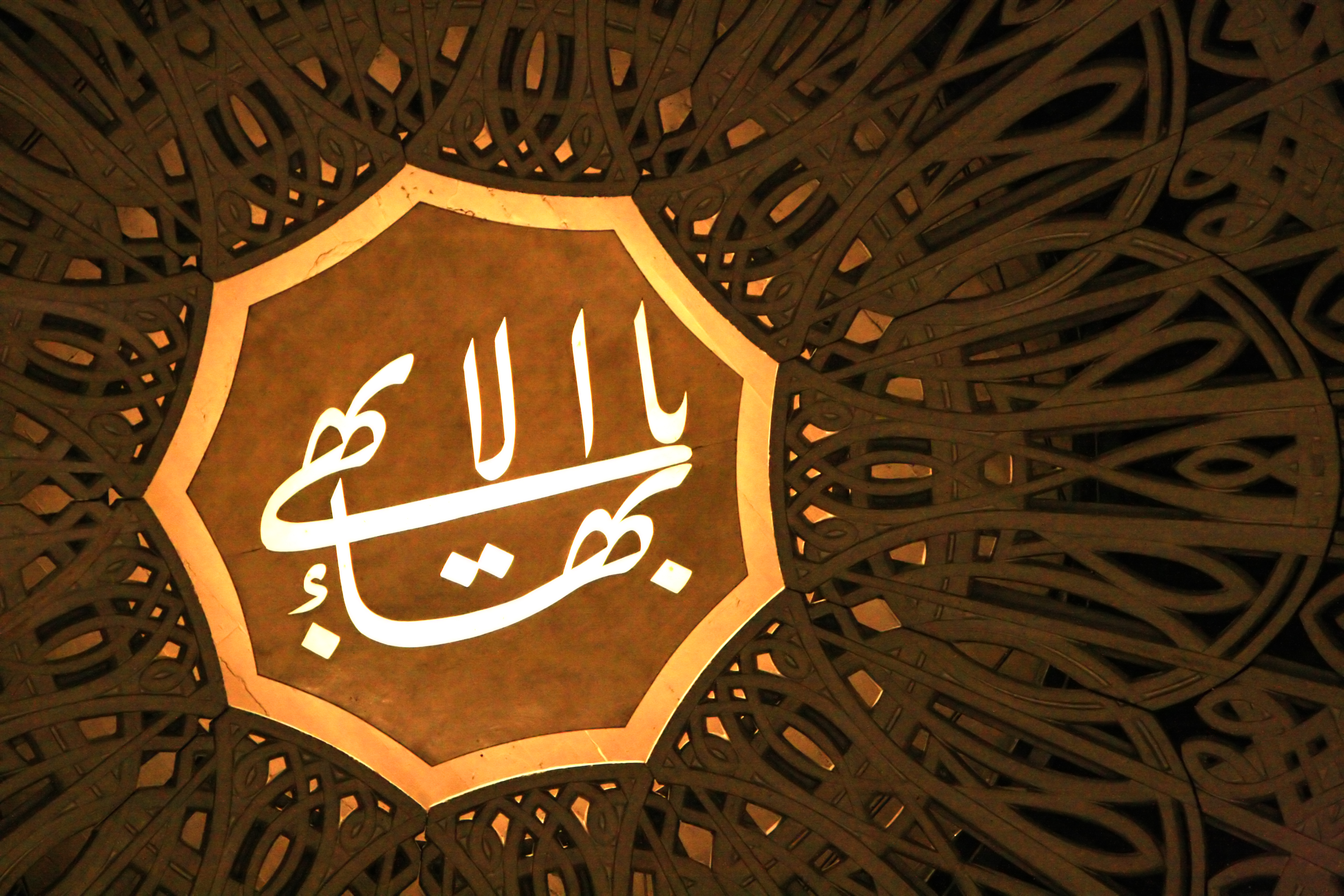
تخطيط للإسم الأعظم

رموز البهائية هي الرموز التي استخدمت أو المستخدمة تعبيراً عن تضامن واتباع الأشخاص للعقيدة البهائية. في حين أن النجمة الخماسية هي الرمز الرسمي للدين  و المستخدمة لتمثيل الجسد البشري ورسل الله. و من الرموز الأكثر شيوعاً النجمة التساعية واسم البهاء الأعظم، ورمز حجر الخاتم، ويمثل الكمال ورسل الله.

## نجمة خماسية
هي الرمز الرسمي الذي يمثل الدين البهائي.

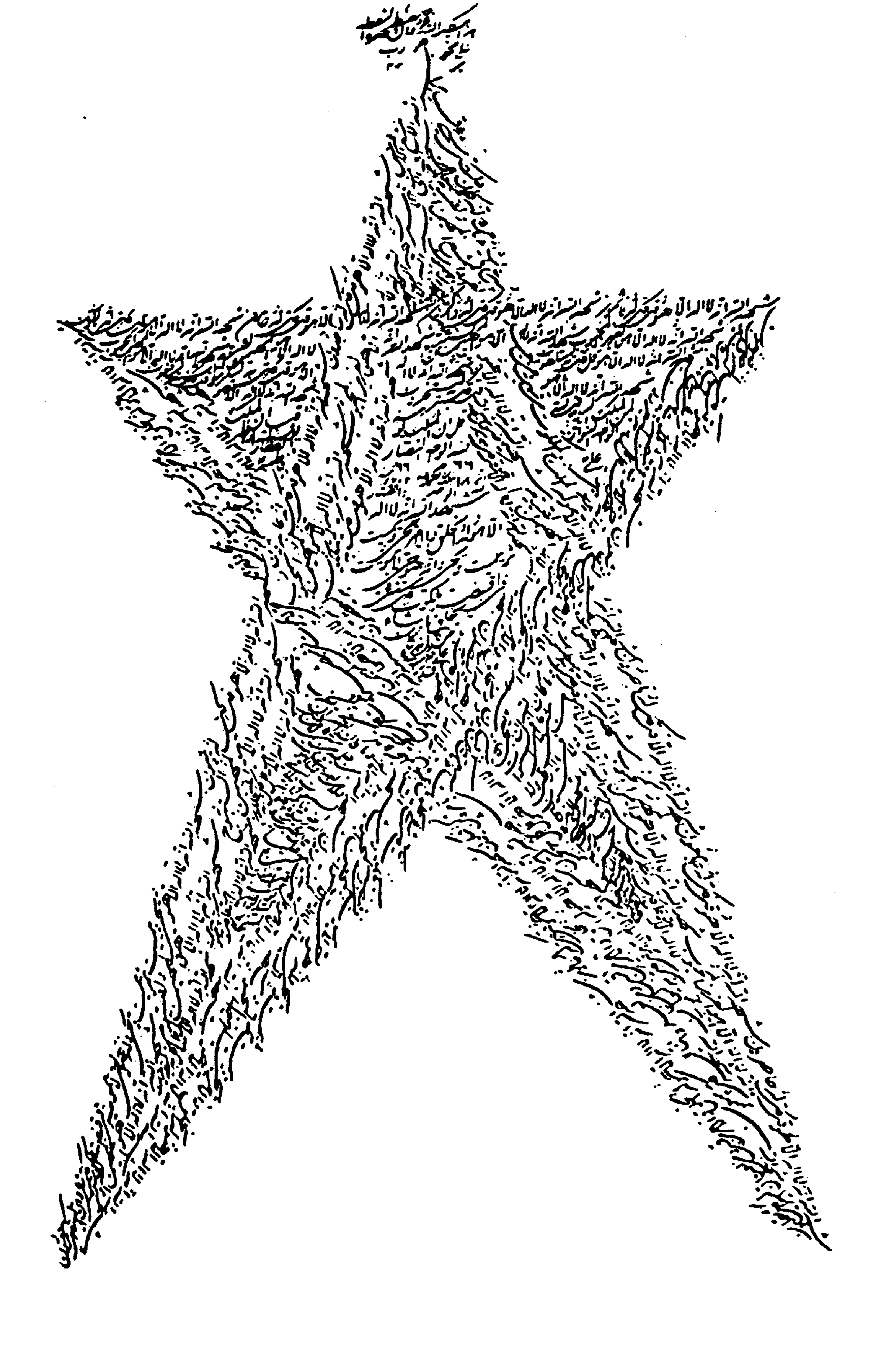
.

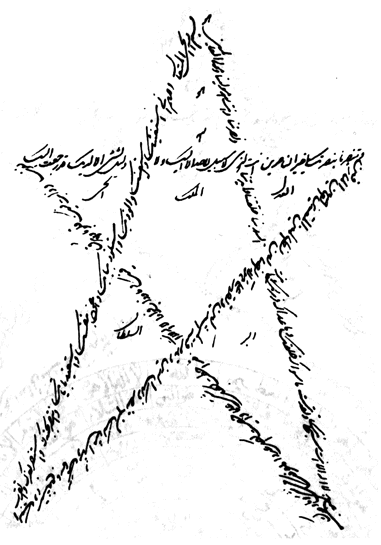
.

## حجر الخاتم

رمز حجر الخاتم

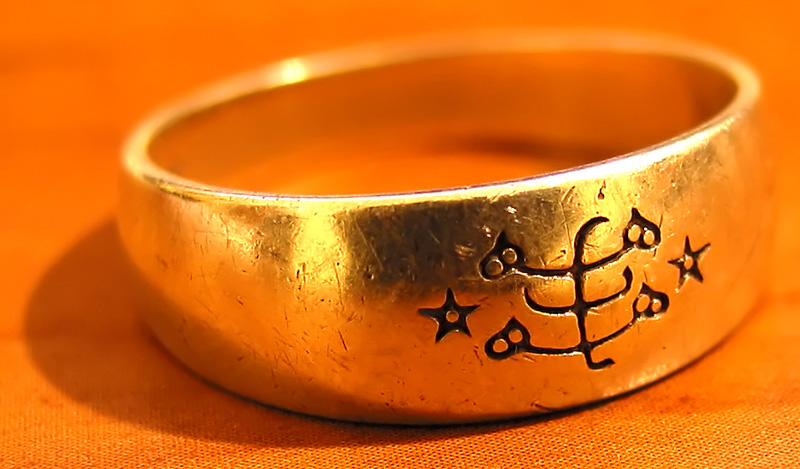
حجر الخاتم منقوشاً على المجوهرات